# 2 cm KwK 30
A 2 cm Kampfwagenkanone 30 L/55 (rövidítve 2 cm Kw.K. 30 L/55 vagy 2 cm KwK 30 L/55) egy német gyártmányú 2 cm-es gépágyú volt, melyet elsősorban a Sd.Kfz. 121 Panzerkampfwagen II könnyű harckocsi fő fegyverzeteként használtak. Harctéri alkalmazásra a spanyol polgárháború és a második világháború alatt került. Gyártását 1935-től a Rheinmetall-Borsig vállalat végezte.
A KwK 30 szolgált alapjául a 20 mm C/30 jelű repülőgép fedélzeti gépágyúnak, amelyet kísérleti jelleggel építettek be néhány Heinkel He 112 vadászgépbe. A spanyol polgárháború alatt nagyszerű teljesítményt nyújtott földi célpontok támadása során. A polgárháború alatt viszont a földi célpontok támadása nem volt a Luftwaffe fő feladata, így a fegyvert nem építették be más típusokba.
A továbbfejlesztett változat a 2 cm Kampfwagenkanone 38 L/55 (2 cm Kw.K. 38 L/55) jelöléssel került beépítésre a Panzer II harckocsikba (Ausf. J változattal kezdődően). Használták még az Sd.Kfz. 251/17 típusú féllánctalpas légvédelmi járművön, amelynek küzdőterében egy forgatható állványon elhelyezett kisméretű páncélozott toronyba került a gépágyú beépítésre. A háború későbbi éveiben szakaszparancsoki járműként is használták ezt a típust a korábbi Sd.Kfz. 251/10 (3,7 cm Pak 36) járművet leváltva.

## Lőszer
A 2 cm KwK 30 a 20×138 mm B típusú lőszereket tüzelte.
- PzGR.39 (páncéltörő lőszer) - 100 méteres távolságon 23 mm, míg 500 méteres távolságon 14 mm vastag páncéllemez átütésére volt képes
- PzGr.40 (keményfémmagvas páncéltörő lőszer) - 100 méteres távolságon 40 mm, míg 500 méteres távolságon 20 mm vastag páncéllemez átütésére volt képes
- Sprgr.39 (nagy robbanóerejű)

## A gépágyúval felszerelt járművek
- Sd.Kfz. 179 Bergepanther
- Sd.Kfz. 121 Panzerkampfwagen II
- Sd.Kfz. 222 Leichter Panzerspähwagen
- Sd.Kfz. 231/232 Schwerer Panzerspähwagen
- Sd.Kfz. 234/1 Puma
- Sd.Kfz. 251/17

## Fordítás
- Ez a szócikk részben vagy egészben  a(z)   2 cm KwK 30 című angol Wikipédia-szócikk ezen változatának fordításán alapul.  Az eredeti cikk szerkesztőit annak laptörténete sorolja fel. Ez a jelzés csupán a megfogalmazás eredetét és a szerzői jogokat jelzi, nem szolgál a cikkben szereplő információk forrásmegjelöléseként.